# Hideki Yukawa
Hideki Yukawa (japonès: 湯川 秀樹, Yukawa Hideki) (Tòquio, Japó 1907 - Kyoto, 1981) fou un físic japonès, guardonat amb el Premi Nobel de Física l'any 1949 per formular la hipòtesi dels mesons, basada en treballs teòrics sobre forces nuclears.

## Biografia
Va néixer el 23 de gener de 1907 a la ciutat japonesa de Tòquio. Va realitzar els seus estudis a la Universitat de Kyoto, on es va graduar en física el 1929, i després d'ocupar plaça de lector va traslladar-se a la Universitat Imperial d'Osaka. Doctorat el 1938 aconseguí finalment la seva plaça definitiva l'any següent a la Universitat de Kyoto.
Va morir a la ciutat de Kyoto el 8 de setembre de 1981.

## Recerca científica
Especialitzat en física atòmica i familiaritzat amb les eines quàntiques, va proposar l'any 1935 una original teoria que explicava la naturalesa de les forces nuclears fortes fent ús d'una partícula, el mesó, la massa de la qual se situa entre els valors del protó i l'electró com a mitjà d'intercanvi, una teoria anàloga a la vigent electrodinàmica quàntica, que explica la interacció entre càrregues elèctriques per mitjà de l'intercanvi de fotons.
Al descobrir-se l'any 1937 una d'aquestes partícules, el pió, entre els raigs còsmics, la comunitat científica internacional va començar a prendre de debò la seva hipòtesi. Encara que posteriorment es van descobrir nous mesons que feien inviable el seu model, la teoria de mesons va fer avançar notablement la física de partícules subatòmiques, i segueix sent utilitzada amb fins de càlcul aproximat en molts casos.
El 1947 fou professor a les Universitats de Princeton i Columbia, esdevenint l'any 1953 director de l'Institut d'Investigació de Física Fonamental de Kyoto. Des d'aquell any les seves investigacions en partícules subatòmiques van versar sobre la teoria dels camps no locals. Així mateix formulà la captura electrònica, en la qual un electró de baixa energia d'hidrogen pot ser capturat pel nucli.
El 1949 fou guardonat amb el Premi Nobel de Física “per la formulació de la hipòtesi dels mesons, basada en treballs teòrics sobre forces nuclears”'.
El 1955, juntament amb deu científics i intel·lectuals més, va signar el Manifest Russell-Einstein en favor del desarmament nuclear. El 1957 participà en la primera Conferència Pugwash de Ciència i Afers Mundials en qualitat de delegat científic del Japó.

## Reconeixements
En honor seu s'anomenà l'asteroide (6913) Yukawa descobert el 31 d'octubre de 1991 per part de Kin Endate i Kazuo Watanabe.